# Château de Canisy
Le château de Canisy est une demeure du XVIe siècle, remaniée aux XVIIe, XVIIIe et XIXe siècles, qui se dresse sur le territoire de la commune française de Canisy, dans le département de la Manche en région Normandie. Il est depuis la Révolution la possession de la famille de Kergorlay.
Le domaine de Canisy est partiellement protégé au titre des monuments historiques.

## Localisation
Le château est situé au sein d'un vaste parc et domaine agricole de 300 hectares, dans la vallée de la Joigne, près d'un étang, à 400 mètres au nord-ouest de l'église Saint-Pierre, sur la commune de Canisy, dans le département français de la Manche.

## Historique
Selon des historiens locaux, le site de Canisy a été le siège d'un château féodal, dont l'origine pourrait remonter du temps des Vikings. Rien ne permet d'affirmer à ce jour que la motte ait été située à l'emplacement de l'actuel château. Un seigneur de Canisy, Hugues (ou Hue) de Carbonnel, aurait accompagné Guillaume le Conquérant lors de la conquête de l'Angleterre, et se serait fixé en ce lieu. Les Carbonnel, se seraient installés à Canisy dès le XIIe siècle. Des vestiges datés de cette époque sont encore visibles dans la tour ronde fortifiée du château et dans le corps de logis, attestant son implantation ancienne. Quoi qu'il en soit les Carbonnel et leurs descendants occupèrent le château sans interruption jusqu'à la fin du XVIIIe siècle.
Le château actuel, restauré au XIXe siècle, fut construit (1575-1623) sur les plans de l'architecte François Gabriel, par Hervé de Carbonnel (1558-1625), officier dans les troupes d'Henri IV, puis gouverneur d'Avranches qui épousa Anne de Matignon, l'une des filles du maréchal Jacques de Matignon.
Au XVIIe siècle, le château est donné en héritage par Catherine-Éléonore de Carbonnel à Antoine de Faudoas, l'un de ses neveux. Le fils de ce dernier, Augustin-Hervé de Faudoas (1736-1794), seigneur de Canisy, sera guillotiné le 14 juillet 1794 à Paris, comme sa sœur, Catherine-Michelle de Canisy (1745-1794), grande amie de Charlotte Corday, et sa fille Marie Louise Éléonore de Faudoas de Canisy, lors de la Révolution. Ils avaient été arrêtés au château le 15 juin 1794. Son autre fille, Justine de Faudoas et son époux Gabriel de Kergorlay échappèrent à la guillotine ; leurs familles les avaient envoyés en avril 1789 en Italie. Le voyage se prolongera jusqu'en 1803.
La comtesse de Kergorlay, récupéra la demeure familiale, celle-ci n'ayant pas été déclarée bien national, gardée et sauvée de la confiscation par le régisseur. Au XIXe siècle, son fils, Hervé de Kergorlay, député, transforme le domaine en une exploitation agricole moderne.
Le château est endommagé lors des bombardements de 1944. À la Libération, le colonel James Earl Rudder, héros de la prise de la Pointe du Hoc, puis le général Omar Bradley, le concepteur de l'opération Cobra, séjournèrent au château, le général y restant avec ses hommes un mois, en août 1944.
C'est Denis de Kergorlay, qui en 2018, y réside encore.

## Description
À l'origine, le château formait un quadrilatère fermé entourant la cour d'honneur. En 1740, un incendie ruina deux de ses côtés. Il subsiste de ce plan initial deux tours cylindriques à mâchicoulis. Les corps de logis disposé en équerre arborent chacun un pavillon. L'un est construit en pierres à bossages et son fronton est en arrondi, l'autre percé à sa base de deux arcades est à fronton triangulaire, percé d'une lucarne et surmonté d'un toit à clocheton.
Le château est construit avec une alternance de pierres de Troisgots en calcaire blanc et poudingue rouge violacé, comme le château de Torigni, bâti par le beau-père d'Hervé Carbonnel, le maréchal de Matignon et dont les façades des pavillons sont semblables. Le seigneur de Canisy était également seigneur de Troisgots, d’où furent extraites les pierres ayant servi à la construction du château. À l'intérieur, escalier à double volée daté de 1588,.
Le château est entouré d'un parc à l'anglaise de 30 hectares comprenant des étangs, un parc animalier et floral.

### Ancien château féodal
Charles de Gerville a cru reconnaitre l'emplacement de l'ancien château féodal au bout d'une courte avenue partant de l'habitation actuelle et se dirigeant vers la vallée ou coule la petite rivière d'Aure [sic]. Celui-ci aurait porté le nom de « Château-Robert (Hubert) ». Bien qu'il n'ait relevé aucune trace de maçonnerie, il y a observé un mouvement de terrain laissant supposer de la présence d'un « emplacement considérable », bien plus que celui de Saint-Gilles qui est à l'autre bord de la vallée.

## Possesseurs successifs
Liste non exhaustive :
- Famille Carbonnel (XVIe siècle)
  - Hervé de Carbonnel
  - Catherine-Éléonore de Carbonnel
- Famille de Faudoas (XVIIe siècle)
  - Antoine de Faudoas, neveu de la précédente
  - Augustin-Hervé de Faudoas, fils du précédent
  - Justine de Faudoas, seconde fille du précédent
- Famille de Kergorlay (Révolution)
  - Louis-Gabriel de Kergorlay, époux de la précédente
  - Hervé de Kergorlay (19e s.)
  - Denis de Kergorlay (2010)

## Protection
Au titre des monuments historiques :
- le château est classé par arrêté du 8 septembre 1945 ;
- le parc, avec son ruisseau (la Joigne) , son étang, ses avenues, ses perspectives, ses bois et ses pâturages ; les façades et toitures des bâtiments de service du château comprenant l'orangerie, les serres, les écuries et les remises, à l'exclusion du bâtiment moderne ; le potager du château avec ses murs de clôture, y compris les façades et les toitures du petit bâtiment situé à l'angle ouest ; dans la ferme de Saint-Gilles : les façades et les toitures de la grange, la laiterie avec son aménagement intérieur, le potager circulaire et les façades et les toitures de l'ancien pavillon du jardinier ; dans la ferme de la Mesnagerie : les façades et les toitures du bâtiment d'entrée avec son porche ainsi que les façades et les toitures de l'ensemble des bâtiments du moulin de Canisy et du moulin de Saint-Gilles sont inscrits par arrêté du 16 avril 1999 ;
- la ferme de Saint-Gilles : les façades et les toitures du logis ; l'écurie et la porcherie, en totalité et les intérieurs de la grange sont inscrits par arrêté du 9 juin 2005.

## Visite et hébergement
Le château de Canisy est ouvert à la visite lors des Journées du patrimoine. Le parc (30 ha) est accessible au public sur autorisation. Des chambres et des suites sont disponibles à la location.

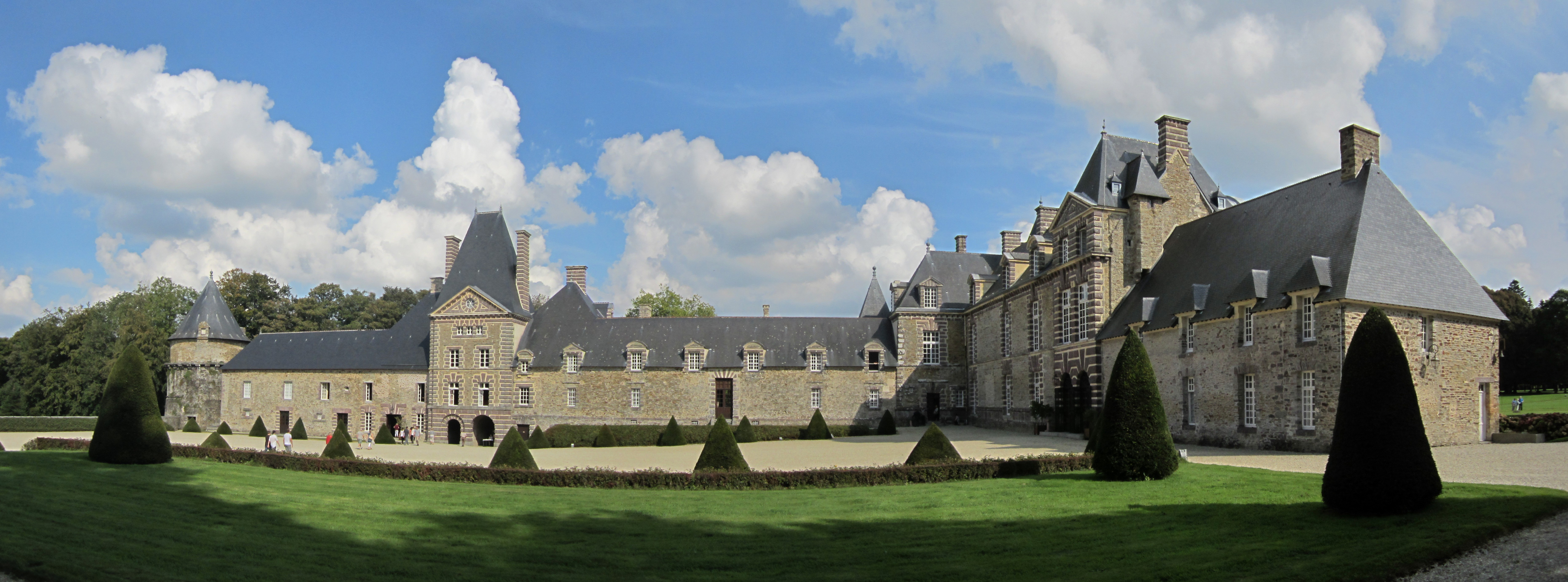
Les deux ailes et la cour.
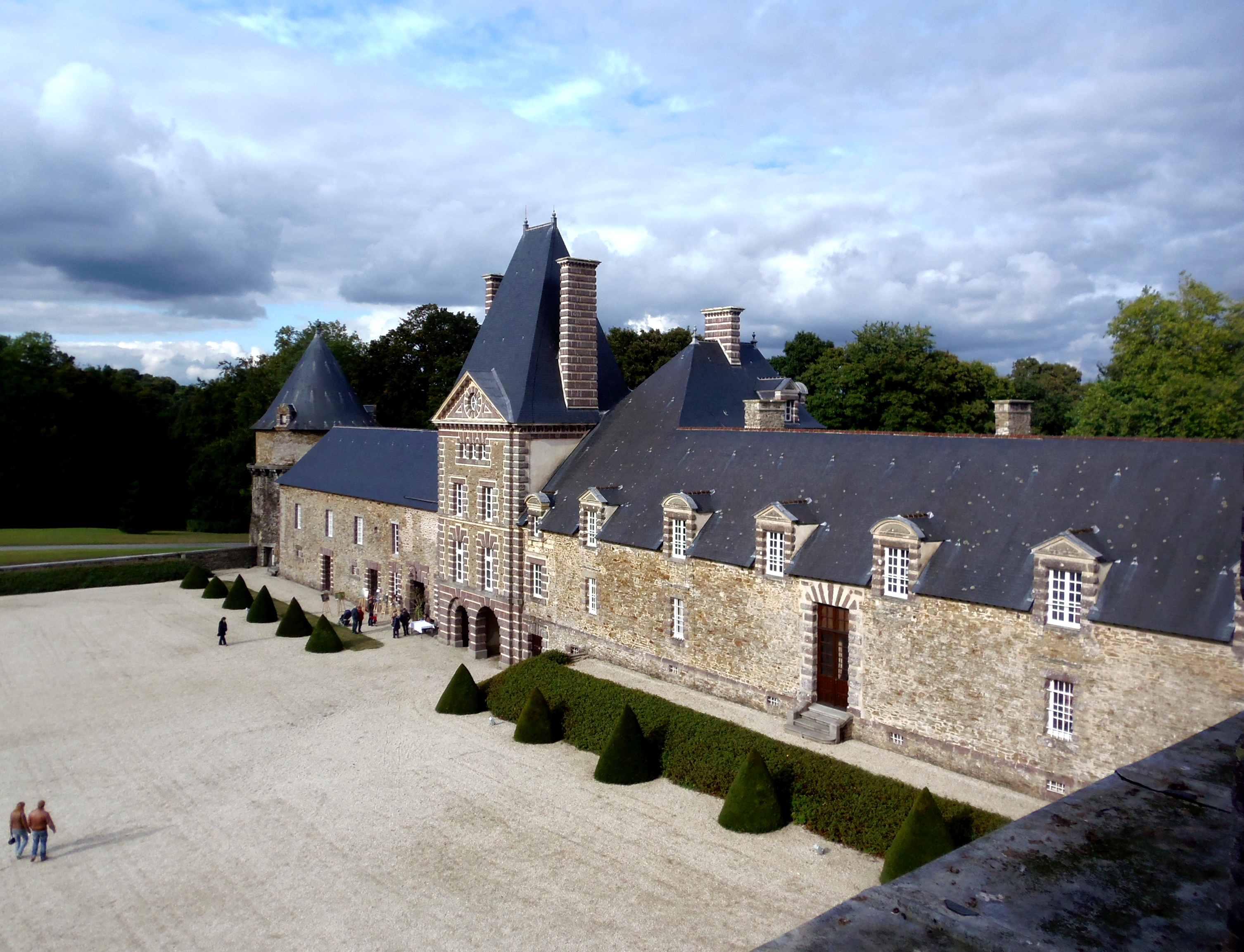
La façade occidentale.
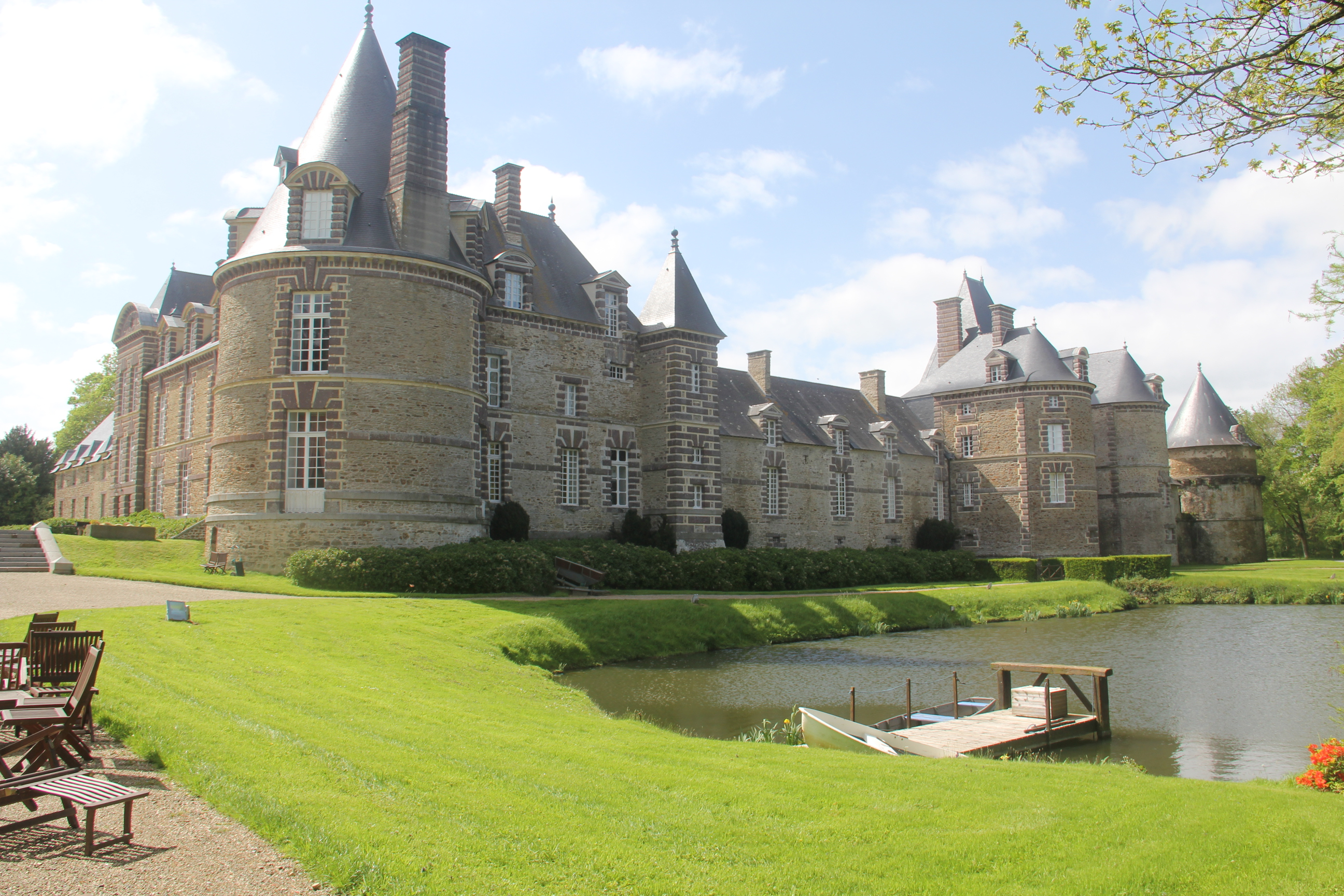
La façade orientale face au grand étang.
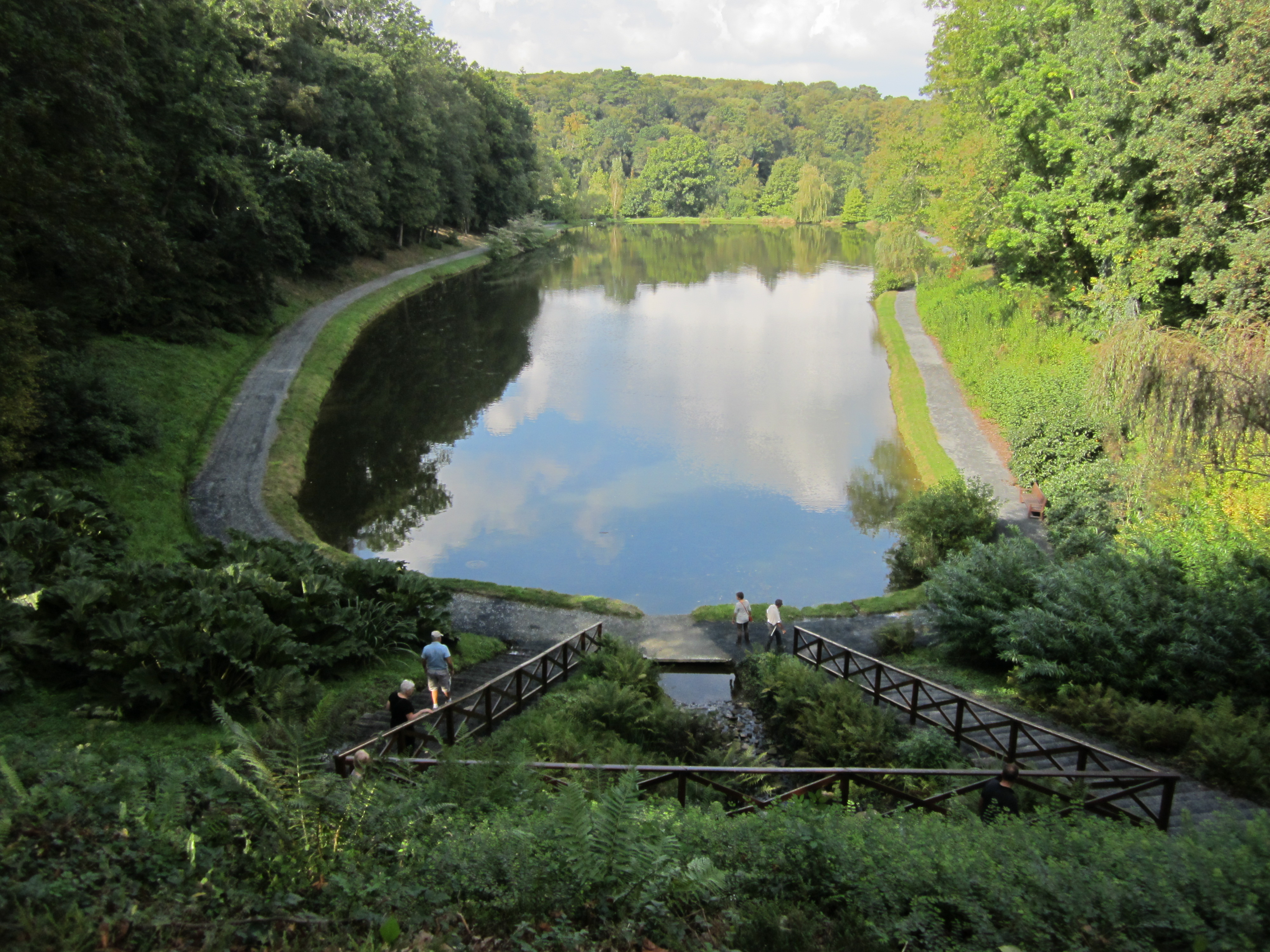
Le petit étang du parc.
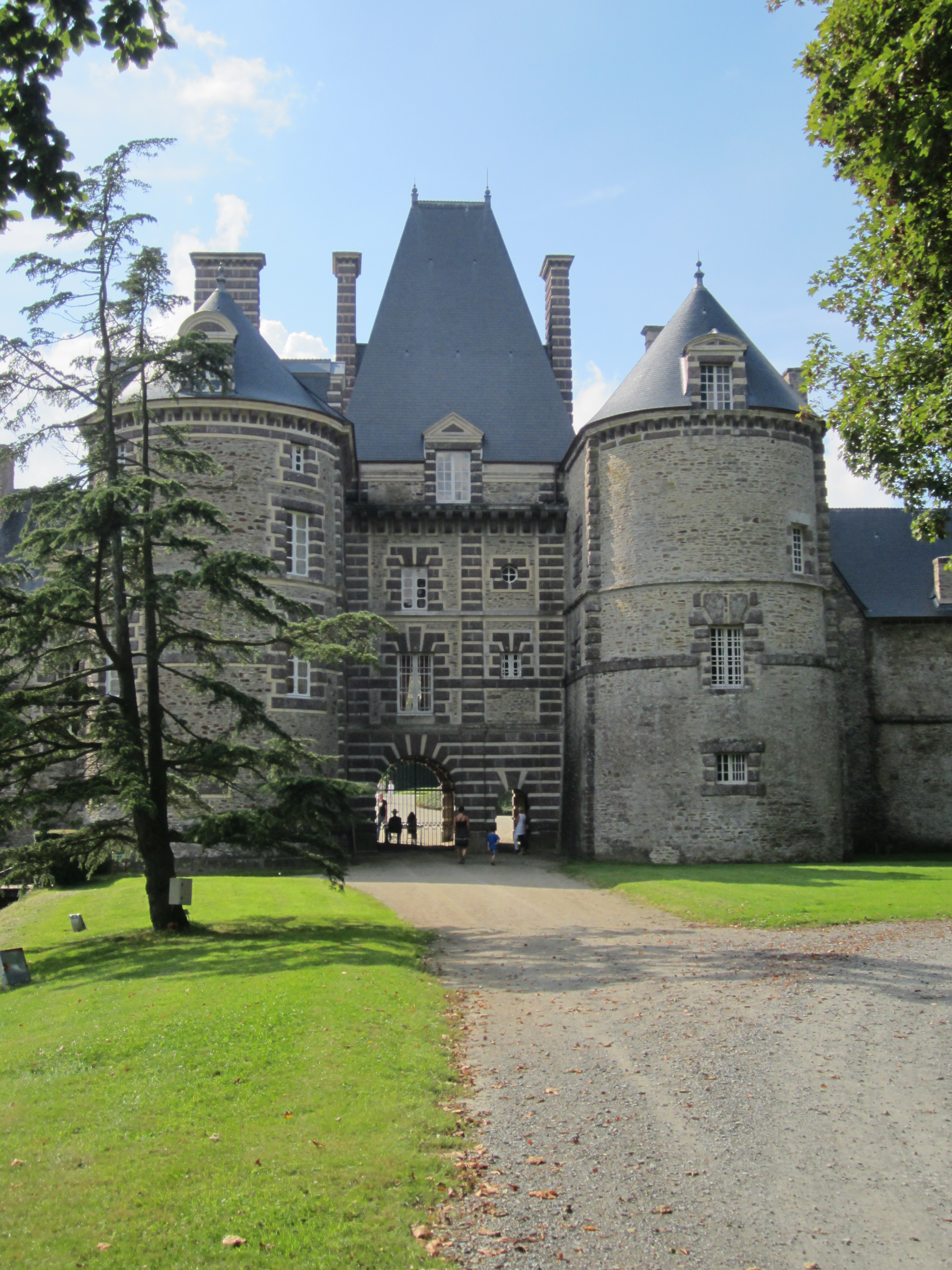
La façade extérieure de l'entrée.